# Willy Fossli
Willy Fossli (ur. 8 lipca 1931 w Asker, zm. 29 stycznia 2017) – norweski piłkarz występujący na pozycji napastnika. 

## Kariera klubowa
Fossli całą karierę spędził w zespole Asker SK. W sezonie 1950/1951 dotarł z nim do finału Pucharu Norwegii. W tamtym sezonie awansował też z drugiej ligi do pierwszej. W sezonie 1955/1956 z 17 bramkami na koncie został jej królem strzelców. W sezonie 1958/1959 spadł z zespołem do drugiej ligi, w sezonie 1961/1962 do trzeciej. W 1965 roku zakończył karierę.

## Kariera reprezentacyjna
W reprezentacji Norwegii Fossli zadebiutował 22 listopada 1953 w przegranym 1:5 meczu eliminacji mistrzostw świata 1954 z RFN. W latach 1953–1957 w drużynie narodowej rozegrał 6 spotkań.